# Mets Sariar
Mets Sariar (en arménien Մեծ Սարիար) est une communauté rurale du marz de Shirak en Arménie. En 2008, elle compte 370 habitants.